# Haegeum (instrument coreà)
L'haegeum (해금: 해금) és un instrument de corda coreà tradicional, similar a un violí. És popularment conegut com a kkangkkangi. Té un mànec rodó, una caixa buida de ressonància, i dues cordes de seda, i se sosté verticalment damunt el genoll del músic i es toca amb un arquet.
L'haegeum és un dels instruments de corda tradicional més utilitzat a la música coreana. L'haegeum és utilitzat tant a la música de cort com a madangnori (la música de la resta de la gent). La gamma expressiva de l'haegeum és molt gran si tenim en compte que només té dues cordes, amb sons que varien de to greu a l'agut i humorístic. La construcció de l'haegeum comporta vuit materials: or, roca, fil, bambú, carbassa, terra, cuir i fusta, pel que se l'anomena també paleum (vuit sons).

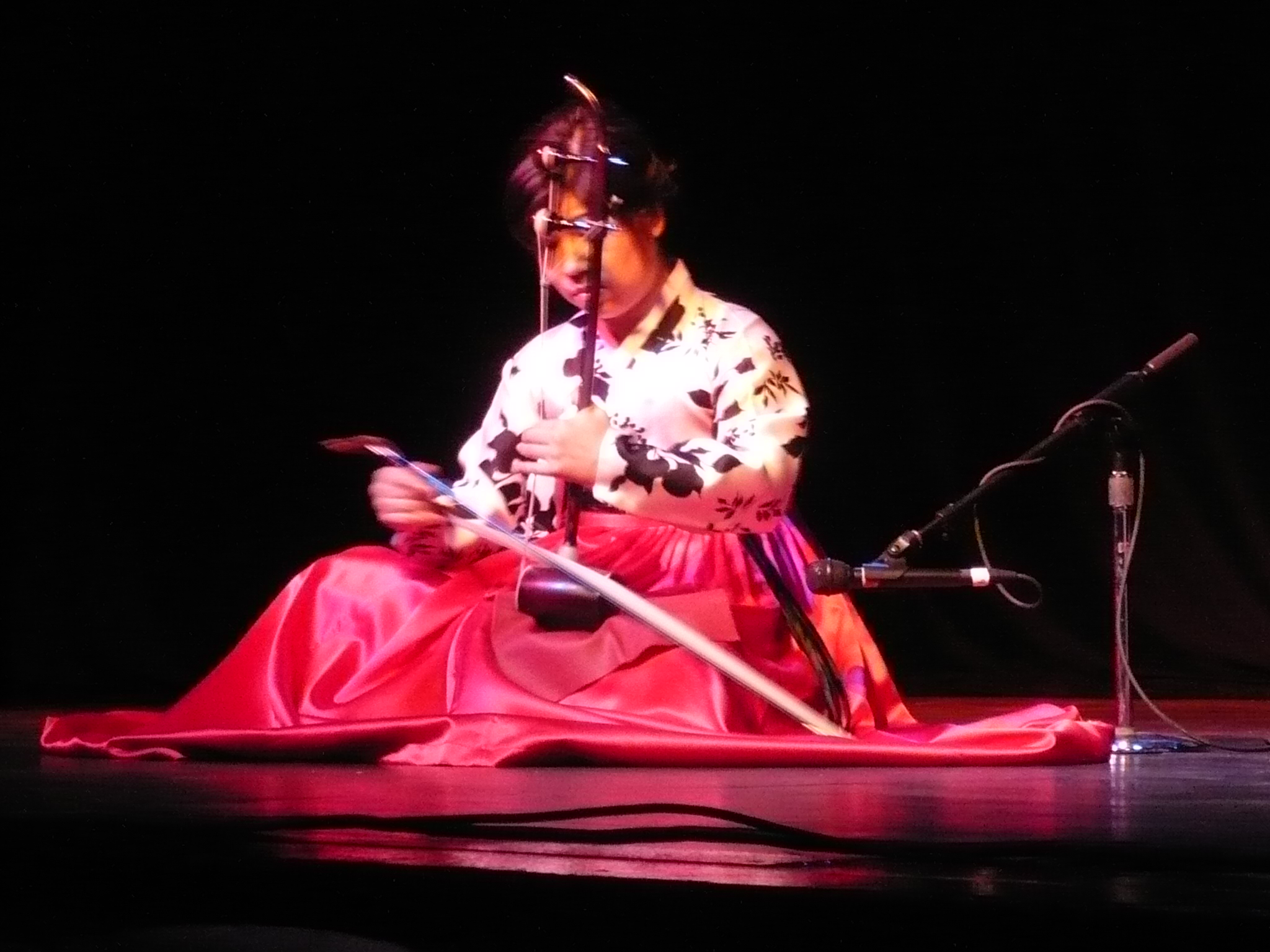
Jung Su-nyun tocant lhaegeum sanjo

El sohaegeum (소해금) és un violí modernitzat de quatre cordes, emprat només a Corea del Nord i en la Yanbian Korean Autonomous Prefectures de la Xina.

## Història
No hi ha cap document que parli de quan l'haegeum va ser introduït per primer cop a Corea. Segons algunes fons, les referències a l'haegeum es poden trobar a hanlimbyeolgok (el vers sense ritme i les cançons dels becaris reials) fetes a la Dinastia Goryeo, així que com a mínim se'l coneix des de llavors.
En el Dinastia Joseon, l'haegeum va ser utilitzat a diverses músiques: ritus reials ancestrals, desfilades, festivals, i al hyangak (música coreana).
La manera de tocar l'haegeum es va canviar molt des de l'època de la Dinastia Joseon. Antigament, els músics pinçaven les cordes, però des d'aquella època van començar a estirar-les (no només pinçar-les) per generar una major diversitat de sons.
L'haegeum ha rebut diversos canvis per millorar acústicament produïts sobretot a partir del 1960. L'any 1965, Park Hun-bong i Kim Panet-gi van desenvolupar un haegeum baix, i el 1967 Kim Gisu va fer un haegeum petit.